# Fréjeville
Fréjeville (okzitanisch: Frejavila) ist eine französische Gemeinde mit 721 Einwohnern (Stand: 1. Januar 2022) im Département Tarn in der Region Okzitanien. Die Gemeinde gehört zum Arrondissement Castres und zum Kanton Plaine de l’Agoût (bis 2015: Kanton Vielmur-sur-Agout). Die Einwohner werden Fréjevillois genannt.

## Geografie
Fréjeville liegt etwa 55 Kilometer östlich von Toulouse und etwa acht Kilometer westlich vom Stadtzentrum von Castres. Der Agout begrenzt die Gemeinde im Süden und Westen. Umgeben wird Fréjeville von den Nachbargemeinden Carbes im Norden, Castres im Osten, Saïx im Süden und Südosten, Sémalens im Westen und Südwesten sowie Vielmur-sur-Agout im Nordwesten.

## Bevölkerungsentwicklung
| Jahr                      | 1962 | 1968 | 1975 | 1982 | 1990 | 1999 | 2006 | 2013 |
| Einwohner                 | 334  | 361  | 330  | 409  | 441  | 476  | 600  | 639  |
| Quelle: Cassini und INSEE |      |      |      |      |      |      |      |      |

## Sehenswürdigkeiten
- Kirche